# Attapulgus
Attapulgus je město v Decatur County, v Georgii, ve Spojených státech amerických. V roce 2011 žilo ve městě 448 obyvatel.

## Demografie
Podle sčítání lidí v roce 2000, žilo ve městě 492 obyvatel, 179 domácností, a 129 rodin. V roce 2011 žilo ve městě 227 mužů (50,8%), a 221 žen (49,2%). Průměrný věk obyvatele je 39 let.